# La Izquierda
Izquierda Unida-Iniciativa per Catalunya Verds-Esquerra Unida i Alternativa-Bloque por Asturies: La Izquierda, coneguda com a La Izquierda és el nom que adoptà una coalició electoral formada a Espanya per a presentar-se a les eleccions al Parlament Europeu de 2009. Endemés, Iniciativa del Poble Valencià, Els Verds - Esquerra Ecologista del País Valencià i un dels sectors d'Izquierda Republicana demanaren el vot per a la coalició.

## Formació de la candidatura
El febrer de 2009 Izquierda Unida anuncià la candidatura de Willy Meyer Pleite, el seu candidat a les eleccions 2004. Entre les possibilitats barallades s'esmentà expressament Iniciativa per Catalunya Verds, amb la qual ja hi va concórrer el 2004, i Esquerra Republicana de Catalunya (ERC). Finalment es confirmà l'aliança amb ICV, amb Willy Meyer de cap de llista i Raül Romeva, candidat d'ICV, de número dos. El punt més conflictiu de la coalició fou el relatiu al grup al que s'adscriuria el representant d'ICV, en cas de ser elegit. En el preacord firmat per ambdues formacions s'acordà que ambdues "codecidirien i compartirien" el mateix grup parlamentari.
Alhora també s'anuncià l'acord entre Izquierda Unida i Izquierda Republicana per a participar junts a les eleccions i els contactes amb Izquierda Anticapitalista i Confederación de Los Verdes, que finalment no es concretaren, ja que Izquierda Anticapitalista es presentà en solitari en tant que la Confederación de Los Verdes ho va fer en Europa dels Pobles - Els Verds (el que motivà un toc d'atenció per part del Partit Verd Europeu, que va fer públic no entendre per què no havien donat llur suport a la candidatura en la qual s'integrava Iniciativa per Catalunya Verds, donades les possibilitats reals d'obtenir representació, cosa dubtosa en el cas de la coalició liderada per ERC.). També s'uní a la coalició el Bloque por Asturies, soci local a Astúries d'Izquierda Unida.
Per altra banda, Iniciativa del Poble Valencià (IPV), escissió d'Izquierda Unida al País Valencià el 2007, també manifestà el seu suport a la candidatura d'Iniciativa per Catalunya Verds i, per tant, a La Izquierda, igual que Els Verds - Esquerra Ecologista del País Valencià.
Tanmateix, finalment Izquierda Republicana no va poder formar part de la coalició ni presentar-se a les eleccions. L'existència d'un greu conflicte intern, a causa que l'acord fou firmat per un dels sectors mentre que l'altre va dirigir-se a la Junta Electoral Central expressant la seva intenció de no presentar-se a les eleccions. Davant d'això, la Junta Electoral Central denegà la inscripció d'IR a La Izquierda, degut a la duplicitat de representacions. No obstant això un sector d'IR favorable a la seva inclusió en la coalició e demanà el vot (el seu secretari general figurava de número set de la llista) mentre que el sector contrari demanà el vot en blanc.

## Candidatura

### Candidats
Els vuit primers llocs de la candidatura són els següents:
1. Willy Meyer Pleite (Izquierda Unida, federació andalusa)
2. Raül Romeva (Iniciativa per Catalunya Verds)
3. Marta Pulgar (Izquierda Unida, federació asturiana)
4. Esther López Barceló (Izquierda Unida, federació valenciana)
5. Núria Lozano (Esquerra Unida i Alternativa)
6. Kontxi Bilbao (Izquierda Unida, Ezker Batua Berdeak)
7. Joaquín Rodero (Izquierda Republicana)
8. Caridad García Álvarez (Izquierda Unida, federació madrilenya)

### Nom per comunitat autònoma
Encara que la candidatura té com a nom Izquierda Unida-Iniciativa per Catalunya Verds-Esquerra Unida i Alternativa-Bloque por Asturies: La Izquierda, a determinades comunitats autònomes, tal com permet l'article 222 de la Llei Orgànica de 5/1985, es presentà amb els següents noms i caps de llista:
| Comunitat autònoma | Denominació                                                                        | Cap de llista           |
| ------------------ | ---------------------------------------------------------------------------------- | ----------------------- |
| Andalusia          | Izquierda Unida Los Verdes-Convocatoria por Andalucía: La Izquierda (IULV-CA)      | Willy Meyer Pleite (IU) |
| Aragó              | Izquierda Unida de Aragón: La Izquierda (IUA)                                      | Willy Meyer Pleite (IU) |
| Astúries           | Izquierda Unida de Asturias-Bloque por Asturies: La Izquierda (IU-BA)              | Willy Meyer Pleite (IU) |
| Canàries           | Izquierda Unida Canarias: La Izquierda (IUC)                                       | Willy Meyer Pleite (IU) |
| Cantàbria          | Izquierda Unida: La Izquierda (IU)                                                 | Willy Meyer Pleite (IU) |
| Castella-La Manxa  | Izquierda Unida: La Izquierda (IU)                                                 | Willy Meyer Pleite (IU) |
| Castella i Lleó    | Izquierda Unida: La Izquierda (IU)                                                 | Willy Meyer Pleite (IU) |
| Catalunya          | Iniciativa per Catalunya Verds-Esquerra Unida i Alternativa: L'Esquerra (ICV-EUiA) | Raül Romeva (ICV)       |
| Ceuta              | Izquierda Unida: La Izquierda (IU)                                                 | Willy Meyer Pleite (IU) |
| País Valencià      | Esquerra Unida del País Valencià: L'Esquerra (EUPV)                                | Willy Meyer Pleite (IU) |
| Extremadura        | Izquierda Unida: La Izquierda (IU)                                                 | Willy Meyer Pleite (IU) |
| Galícia            | Esquerda Unida-Izquierda Unida: A Esquerda (EU-IU)                                 | Willy Meyer Pleite (IU) |
| Illes Balears      | Esquerra Unida de les Illes Balears-Verds: L'Esquerra (EU-EV)                      | Willy Meyer (IU)        |
| La Rioja           | Izquierda Unida: La Izquierda (IU-ICV-EUiA-BA)                                     | Willy Meyer (IU)        |
| Madrid             | Izquierda Unida Comunidad de Madrid: La Izquierda (IU)                             | Willy Meyer (IU)        |
| Melilla            | Izquierda Unida: La Izquierda (IU)                                                 | Willy Meyer (IU)        |
| Murcia             | Izquierda Unida de la Región de Murcia: La Izquierda (IURM)                        | Willy Meyer (IU)        |
| Navarra            | Izquierda Unida de Navarra-Nafarroako Ezker Batua: Ezkerra (IUN-NEB)               | Willy Meyer (IU)        |
| Euskadi            | Ezker Batua-Berdeak: Ezkerra (EB-B)                                                | Willy Meyer (IU)        |

## Resultats
Finalment la coalició va obtenir 588.248 vots (3,79% dels vots a candidatures) a tot Espanya i dos escons, ocupats per Willy Meyer (IU) i Raül Romeva (ICV). Dins d'aquests resultats, els millors els va treure a Catalunya amb un 6,26% dels vots a candidatures de la comunitat; Astúries, amb un 5,73%; Andalusia, amb un 5,27% i Comunitat de Madrid, amb un 4,59%. Fou la tercera força política en les comunitats autònomes d'Andalusia, Aragó, Astúries, Castella-La Manxa, País Valencià, Extremadura i Regió de Múrcia. Tanmateix perdé 54.888 vots respecte a les eleccions de 2004.
La següent tabla mostra les dades per comunitats i ciutats autònomes (en negreta les comunitats on se superà el 3%).
| Comunitat autònoma | Vots    | Percentatge | Lloc |
| Andalusia          | 136.916 | 5,27        | 3r   |
| Aragó              | 16.573  | 3,60        | 3r   |
| Astúries           | 24.337  | 5,73        | 3r   |
| ------------------ | ------- | ----------- | ---- |
| Canàries           | 9.669   | 1,61        | 4t   |
| Cantàbria          | 4.938   | 2,02        | 4t   |
| Castella-La Manxa  | 23.813  | 3,03        | 3r   |
| Castella i Lleó    | 25.849  | 2,37        | 4t   |
| Catalunya          | 119.755 | 6,26        | 5è   |
| Ceuta              | 92      | 0,51        | 5è   |
| País Valencià      | 52.742  | 2,83        | 3r   |
| Extremadura        | 11.498  | 2,57        | 3r   |
| Galícia            | 14.956  | 1,32        | 5è   |
| Illes Balears      | 6.756   | 2,67        | 6è   |
| La Rioja           | 2.251   | 1,89        | 4t   |
| Madrid             | 103.987 | 4,59        | 4t   |
| Melilla            | 88      | 0,52        | 4t   |
| Múrcia             | 14.024  | 3,02        | 3r   |
| Navarra            | 6.775   | 3,39        | 5è   |
| Euskadi            | 13.229  | 1,82        | 6è   |

## Formació dels grups parlamentaris al Parlament Europeu
Després de les eleccions, Willy Meyer anuncià la seva integració en el grup Esquerra Unida Europea-Esquerra Verda Nòrdica, mentre que Romeva ho va fer en el grup Els Verds-Aliança Lliure Europea, del que en fou designat vicepresident. Aquest fet causà gran malestar a Izquierda Unida, qüestionant-se futurs pactes d'IU amb aquesta formació.